# Spiriti (romanzo)
(Stan Hakaleimekalahani)
Spiriti è un romanzo scritto da Stefano Benni e pubblicato da Feltrinelli nel 2000.

## Trama
Il romanzo narra dell'eterna lotta tra i signori della guerra di un Impero alla conquista del mondo e gli Spiriti della natura. La vicenda si articola attorno all'organizzazione di un concerto di beneficenza da parte del Governo di questo Paese al quale un esercito di Spiriti cerca di opporsi con tutti i propri mezzi. La battaglia tra i due schieramenti che ne deriva, però, si conclude con la distruzione del mondo, facendo intuire tuttavia un nuovo futuro inizio.

## Personaggi
Nel romanzo compaiono numerosi personaggi, alcuni di essi si riferiscono sia nel nome, che nell'aspetto o nel carattere, a personaggi realmente esistenti. Altri sono del tutto inventati.

### Membri dell'Impero
- John Morton Max: presidente dell'Impero Americardo, ispirato a Bill Clinton.
- Sybil: consorte di John Morton Max
- Baywatch: cane presidenziale. Chiamato così in omaggio alla serie televisiva Baywatch dal momento che il suo primo compito è quello di soccorrere il presidente in caso di annegamento.
- Stan e Owl: guardie del corpo del presidente
- Miss Corday: segretario di stato
- Bob Ciocia: primo generale
- Hacarus: il re delle armi e degli affari
- Soldout: il re dello "show-business" e della propaganda
- Sys Req: il re del virtuale

### Spiriti
- Poros, detto il Diplomatico: spirito della parola e fratello di Kimala
- Kimala: spirito del fuoco e del bosco e fratello di Poros
- Melinda: spirito libero
- Behemoth: spirito attore
- Aladino: spirito cacciatore
- Bes Budrur Ghemeus: protodemone innamorato
- Asmodeo: spirito dei tonni
- Ukobacco: spirito delle zanzare
- Enoma: spirito oscuro
- Necton: spirito dell'acqua abissale

### Abitanti dell'Isola
- Ghewelrode, Ameunsis e Fraie: i tre sciamani dell'Isola. Il romanzo si apre con la morte di Fraie. L'unico rimasto in vita è Ghewelrode, che è passato dalla parte dell'Impero. Prima di morire riesce però a redimersi e a spirare serenamente.
- Salvo e Miriam: i magici gemelli
- Nonna Jana: la nonna di Salvo e Miriam
- Ofelia: amica di Salvo

### Altri
- Adieu: uragano
- Almibel, il califfo
- Alobar: elefante del califfo
- Balaclan: truccatore
- Belsito: comico. È una parodia di Roberto Benigni.
- Berlanga: leader moderato e proprietario di Trivù. È una parodia di Silvio Berlusconi.
- I Bi Zuvnot: noto complesso britannico
- Ciliegina: bimba saggia
- Crotalo, Eremo e Tremor: gruppo rock di Rik
- Elvis Presley
- Felina Fox: attrice pasionaria, ispirata probabilmente a Sabrina Ferilli.
- Frappa e Polipone: presentatori
- I Raz: complesso reich-rock
- Galina Travabanskaia: generalessa sovieta
- Gragnocca Gragna: sex symbol
- La signora Graine: trovaguerre
- Korpzynsky, duro tenente
- Madigan, duro sergente
- Michael Teflon: cantante sottaceto. È una parodia di Michael Jackson
- Madoska: cantante di fama mondiale. Si riferisce chiaramente alla cantante Madonna.
- Orango e Gibbone: gorilla
- Pancetta: assessore moderista
- Pataz: manager di Rik
- Il tenore Petoloni. Si riferisce probabilmente a Luciano Pavarotti.
- Il tenore Platirron
- Poldo e Perla: piloti di Cignomobile
- Rik: idolo del rock
- Rutalini: sindaco moderista. È una parodia di Francesco Rutelli.
- Queen Pepper: cuoca
- Sam Sapone: comico
- Porthos: architetto
- Musashimaru: capo dei tonni surgelati
- Von Tudor: direttore di cori in playback
- Zenzero: cantante positivo neoagico nuoverico. È una parodia di Renato Zero.

## Significati
Il romanzo è un'allegoria del nostro mondo, in cui la natura viene calpestata e tutto è sacrificato in nome del denaro. Sono facilmente riconoscibili le corrispondenze tra i personaggi immaginari e quelli del mondo reale in quanto i nomi sono cambiati di poco: per esempio Berlusconi diventa Berlanga, padrone di tre trivù e Rutelli diventa Rutalini. Benni non risparmia nessuno nella sua ironia: il presidente americano (americardo), che non può decidere niente e corre dietro ad una stagista, Melinda, che in realtà si rivela uno spirito. I politici italiani sono chiamati moderati e moderisti, per sottolineare la poca differenza tra loro; Berlanga viene rappresentato come un corruttore e Rutalini come un venduto, che ha ceduto ai compromessi rinunciando ai suoi ideali giovanili in nome della sua carriera politica. Emblematiche della politica italiana le infinite discussioni tra i due per il colore del vestito che doveva avere la ragazza cantata da Rik (rockstar idolo dei giovani), o quella inutile che si protrae anche sotto le bombe.

## Edizioni
- Stefano Benni, Spiriti, collana Universale Economica Feltrinelli, Feltrinelli, 2002,  p. 307, ISBN 978-88-07-81680-2.